# أمطار كاستامير (أغنية)
أمطار كاستامير (بالإنجليزية: The Rains of Castamere)‏ هي أغنية ظهرت في روايات أغنية الجليد والنار وفي المسلسل التلفزيوني المُقتبس صراع العروش. كتب كلمات الأغنية جورج ر. ر. مارتن في رواية عاصفة السيوف التي نُشرت عام 2000، وقام رامين جوادي بتأليف اللحن في عام 2011، بناءً على طلب من مؤلفي المسلسل التلفزيوني ديفيد بينيوف ودي. بي. وايس. ظهرت الأغنية عدة مرات في جميع أنحاء الكتب والمسلسل.

## الاستخدامات
تستخدم كلمات الأغنية للمرة الأولى في رواية «عاصفة السيوف»، حيث يتم غناؤها وذكرها في عدة مواضع من الرواية. أمطار كاستامير تحكي قصة انتصار اللورد تايون لانيستر في الثورة ضد آل لانستر التي أضرمها المتمردون من آل رين «أبناء كاستامير» وآل تاربيك، والمأساة التي انتهت بها الثورة حيث أبيد آل رين عن بكرة أبيهم. اندلعت الثورة قبل 40 عامًا من بداية أحداث الكتاب الأول لعبة العروش.
تشتهر الأغنية بعزفها في الزفاف الأحمر، وهو مذبحة أخرى لأعداء تايون لانستر، وعدة مواضع أخرى من القصة.

## الاعتمادات والأفراد
أفراد مقتبسون من ملاحظات غلاف الألبوم.
| - ذا ناشونال – فرقة، الفنان الرئيسي - رامين جوادي – ملحن، فنان أساسي، منتج - ديفيد بينيوف – ملاحظات الخطوط العريضة | - دي. بي. وايس – ملاحظات الخطوط العريضة - جورج ر. ر. مارتن – الشاعر الغنائي |

## مواضع الرسم البياني
| جدول (2014)                                                        | موضع الذروة |
| ------------------------------------------------------------------ | ----------- |
| مخطط مبيعات الأغاني الفردية الفرنسية (إس إن إيه بي) نسخة سيجور روس | 132         |